# Xingfu, Guangdong
Xinfu är ett stadsdelsdistrikt i sydöstra Kina. Det ligger i Huaiji härad i staden Zhaoqing i provinsen Guangdong, omkring 140 kilometer nordväst om provinshuvudstaden Guangzhou. Antalet invånare är 17 665. Befolkningen består av 8 795 kvinnor och 8 870 män. Barn under 15 år utgör 32 %, vuxna 15-64 år 60 %, och äldre över 65 år 7,0 %.
Xingfu stadsdelsdistrikt bildades den 9 mars 2020 genom en ombildning av Zhagang köping (闸岗镇).